# Fritillaria collina
Fritillaria collina är en liljeväxtart som beskrevs av Adam. Fritillaria collina ingår i Klockliljesläktet och i familjen liljeväxter. Inga underarter finns listade.